# Fernando Simón

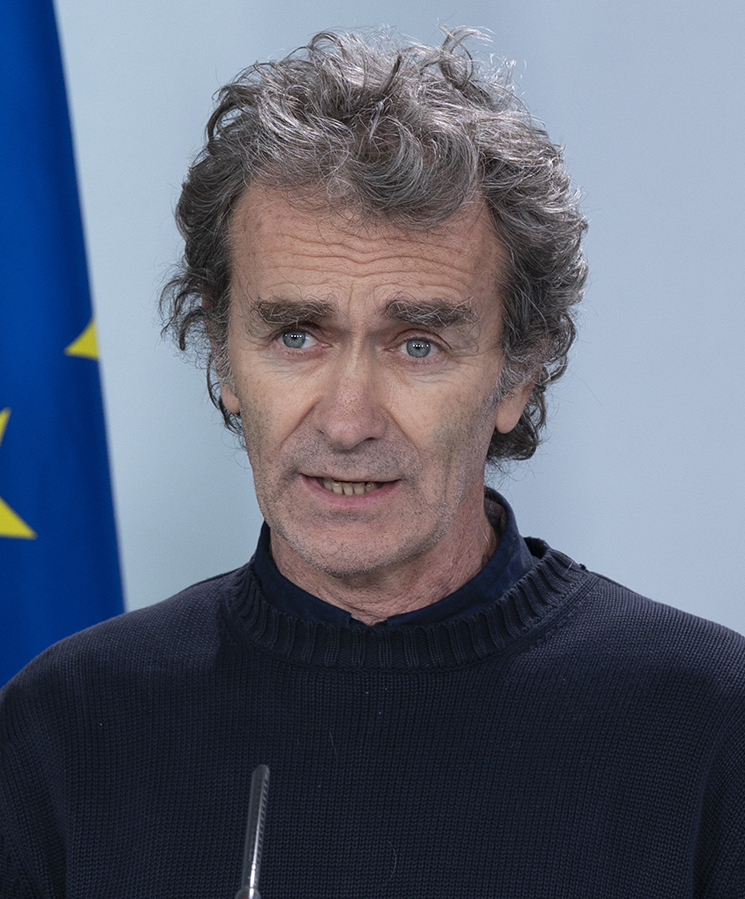
Fernando Simón

Fernando Simón Soria (* 1963 in Saragossa) ist ein spanischer Epidemiologe.
Er ist Direktor des Centro de Coordinación de Alertas y Emergencias Sanitarias.

## Leben
Fernando Simón studierte Medizin an der Universität Saragossa. An der London School of Hygiene and Tropical Medicine spezialisierte er sich anschließend auf Epidemiologie und Öffentliche Gesundheit und arbeitete am Europäischen Zentrum für die Prävention und die Kontrolle von Krankheiten. Später arbeitete er zur Erforschung von Tropenkrankheiten in Mosambik und Burundi.
Größere nationale Bekanntheit erhielt er als Sprecher des Sonderausschusses zur Bekämpfung von Krankheiten während der Ebolafieber-Epidemie 2014 bis 2016 und der COVID-19-Pandemie in Spanien.
Ende Februar 2020 sagte Simón, COVID-19 sei kein Grund zu großer Sorge. Tatsächlich wurde Spanien von der ersten Welle härter getroffen als die meisten anderen Länder: Ende März wurden täglich bis zu 10.000 Neuinfektionen registriert und insgesamt über 8.000 COVID-Tote.
Ende März 2020 erkrankte Simón selbst an SARS-CoV-2. Er überstand er die Erkrankung innerhalb von zwei Wochen bei leichtem Verlauf.
Das Consejo General de Colegios de Médicos (CGCOM), ein Dachverband von 52 Ärzteverbänden in Spanien, forderte im November 2020 Simóns Entlassung, letztlich jedoch ohne Erfolg.

## Auszeichnungen
- 2015: Orden Civil de Sanidad[5]
- 2020: Emilio-Castelar-Preis[6]